# Cogeces de Íscar
Cogeces de Íscar es un municipio de España, en la provincia de Valladolid, comunidad autónoma de Castilla y León. Tiene una superficie de 13,41 km² con una población de 174 habitantes y una densidad de 12,98 hab/km².

## Toponimia
El nombre de Cogeces puede derivar de «ccwecha» (coger) por cosecha.  El apellido se debe a su pertenencia antiguamente al señorío de Íscar.

## Geografía
Está asentado al margen derecho del río Cega —en un valle entre dos colinas—, a 736 m s. n. m. y dentro de la comarca denominada Tierra de Pinares, en el límite con la provincia de Segovia. Está distanciado a unos 37 km de la capital vallisoletana, a 6 km de la villa de Íscar y a unos 15 km de la villa de Cuéllar.

### Comunicaciones
Hoy en día se ha facilitado en gran parte la llegada y los accesos a este municipio desde todos los puntos de la provincia gracias a las recientes reformas de caminos y carreteras, así como distintas vías de nueva construcción, en especial cabe destacar la nueva autovía Valladolid - Segovia que agiliza notablemente las comunicaciones desde las capitales hasta el municipio.
Su red de comunicaciones está dispuesta como sigue: 
- La carretera provincial Valdestillas – Puente Blanca, que atraviesa el casco urbano de norte a sur, (siendo esto curioso porque la dirección de la carretera es este – oeste) que une el término municipal de Íscar con Megeces (VP-1102) y Cogeces (VP-1103) desviándose por ambas localidades (recientemente se ha creado un tramo de carretera que une la VP-1102 en dirección Megeces con el principio de la carretera VP-1202 y con nuevo puente que atraviesa el Cega),
- La carretera local Portillo – Cogeces VP-1202, recién reformada para agilizar el paso de vehículos pesados.
- La también local Cogeces – San Miguel del Arroyo VP-1203, nuevamente asfaltada y pintada hace poco tiempo así como eliminada de curvas peligrosas a su paso por el monte de San Miguel.
- La autovía Valladolid – Segovia, terminada en 2008 y que facilita la llegada al pueblo desde ambas capitales por las diferentes salidas que se indican.

Tiene además comunicación con los pueblos limítrofes a través de caminos rurales como el camino de la Mata que une estos dos municipios y que ha sido asfaltado y pintado recientemente hasta el límite de la provincia de Valladolid. 
Asimismo como sendas de carácter histórico, discurren por su término municipal las cañadas Real Burgalesa y Real Leonesa oriental.
Cuenta con un servicio matutino diario de autobús dirección Valladolid capital pasando por diferentes poblaciones y en sentido contrario desde la capital por la tarde, ambas realizadas por la empresa de transportes Cabrero, S.A.

## Historia
La formación de un núcleo de población en estas tierras en periodos anteriores a la Edad Media no está demostrado actualmente debido a la falta de investigaciones de carácter arqueológico, pero sí que se sabe, a partir de la construcción de sus monumentos y casas más longevas, que ésta fue zona de paso habitual entre las poblaciones vecinas de Portillo e Íscar, tanto de peregrinos, mercaderes o soldados, y su fundación oficial se sitúa en el siglo XI.[cita requerida]
Repoblado en 1085 tras la Conquista de Toledo. Aparece documentado por primera vez en 1144. En el municipio vivió Don Juan de Zúñiga Avellaneda y Velasco, que era amigo, consejero y capitán de la Guardia Real del Rey Carlos I así como Comendador Mayor de Castilla.[cita requerida]
Asimismo, entre las familias ilustres y nobles que antaño tuvieron su morada en el pueblo figuran Avellaneda, Leiva, de la Cuadra o Hermosilla, todas ellas vinculadas con influyentes familias de Íscar y Cuéllar. [cita requerida]
Durante el periodo de la Edad Media dependía del señorío de Íscar (es decir, del Conde de Miranda) y se posiciona como uno de los pueblos más importantes del mismo. Desde la organización en el Antiguo Régimen del territorio español en provincias y hasta principios del siglo XX perteneció a la provincia de Segovia incorporándose posteriormente a la provincia de Valladolid.[cita requerida]
Como parte de la historia de sus habitantes se puede contar con Vicente Sanz Matapozuelos nacido en este municipio el 19 de abril de 1879 que fue un torero famoso entre sus contemporáneos. El 5 de abril de 1913 sufrió una tremenda cogida en la plaza de toros de Tetuán de las Victorias que le desfiguró el rostro. El Ayuntamiento de Matapozuelos (Valladolid) le tiene dedicada una calle.

## Geografía humana

### Demografía
Cuenta con una población de 144 habitantes (INE 2024).
| Gráfica de evolución demográfica de Cogeces de Iscar entre 1842 y 2021                                                |
| |
| Población de derecho según los censos de población del INE. Población de hecho según los censos de población del INE. |

La población sufrió un descenso importante debido al éxodo rural ocurrido en la segunda mitad del siglo XX, aunque afortunadamente esta tendencia parece haberse estancado debido principalmente al crecimiento de la industria de los pueblos de la comarca, el aumento de la calidad de vida y, como consecuencia, el descenso de la mortalidad y el bajo coste del suelo edificable.
| 386           | 423 | 480 | 656 | 341 | 168 | 160 | 148 | 148 | 144 |
| (Fuente: INE) |     |     |     |     |     |     |     |     |     |

### Economía
Años más tarde la explotación yesera finalizaría al reducirse la calidad de las nuevas vetas. Hoy se conserva su edificación en estado abandonado y semirruinoso.
La mayoría de la población autóctona establecen su puesto de trabajo en localidades limítrofes como Íscar, Cuellar o incluso Valladolid, desplazándose diariamente a sus puestos de trabajo. El resto de habitantes que realizan su trabajo dentro del municipio, se dedican principalmente a la agricultura y excepcionalmente a la ganadería del tipo vacuno.

## Administración y política

### Gobierno municipal
| Periodo   | Nombre                      | Partido político     |
| --------- | --------------------------- | -------------------- |
| 1979-1983 | Andrés Sanz García          |                      |
| 1983-1987 | Andrés Sanz García          |                      |
| 1987-1991 | Andrés Sanz García          |                      |
| 1991-1995 | Valentín Cisneros Escribano | Partido Popular (PP) |
| 1995-1999 | Valentín Cisneros Escribano | Partido Popular (PP) |
| 1999-2003 | Valentín Cisneros Escribano | Partido Popular (PP) |
| 2003-2007 | Valentín Cisneros Escribano | Partido Popular (PP) |
| 2007-2011 | Valentín Cisneros Escribano | Partido Popular (PP) |
| 2011-2015 | Valentín Cisneros Escribano | Partido Popular (PP) |
| 2015-2019 | Valentín Cisneros Escribano | Partido Popular (PP) |
| 2019-2023 | Mª Aránzazu Herrero Sanz    | Partido Popular (PP) |
| 2023- Act | Mª Aránzazu Herrero Sanz    | Partido Popular (PP) |

## Patrimonio
- Iglesia parroquial de San Martín: es de estilo gótico y fue modificada en los siglos XVI y XVII. La parte más antigua es la del muro sur donde se halla una portada gótica de calidad con arquivoltas de dientes de sierra y baquetones. Consta de una sola nave cerrada con bóveda de cañón y adornada con yeserías barrocas. El edificio tiene una torre situada a los pies; se accede a los pisos superiores por una escalera de caracol exterior.[6]
- De la antiquísima ermita de la Magdalena poco se sabe y solo pervive el nombre dado al lugar, hoy llamado la Malena; lo mismo que de la cruz de piedra que se erguía junto al camino de San Miguel, costeada en 1580 por Juan de Villarreal, y varios despoblados altomedievales cuyas necrópolis se han localizado dentro del término de Cogeces de Íscar (Las Quintanas, El Convento, Santa Cruz, etc.). [cita requerida]

Lugares y construcciones modernas
- La Casa de Cultura, situada al lado izquierdo del Ayuntamiento, de cara a la Plaza Mayor, construido en 2005 con financiación conjunta del Ayuntamiento, Diputación de Valladolid y Junta de Castilla y León.
- El parque del cementerio, emplazado sobre el antiguo cementerio de la localidad que estaba en estado ruinoso. Se han aprovechado los restos de sus muros y algunas lápidas expuestas como una parte más del parque. Cuenta con zonas de césped ajardinadas una fuente y algunos bancos y columpios.
- El parque del Juego Pelota, situado en el antiguo solar que existía tras la Iglesia de San Martín. Dicho solar posee este nombre desde hace décadas debido a que la juventud del pueblo acostumbraba a jugar a la pelota utilizando la fachada trasera de la iglesia como pared de frontón. Las instalaciones del parque son nuevas y las forman unos columpios, unos bancos y una pista deportiva con canastas de baloncesto.

## Cultura

### Fiestas
- 13 de agosto: este día no se presenta como fiestas patronales propiamente dicho pero es aprovechado para realizar las actividades culturales y para niños, y durante la noche la juventud del pueblo aprovecha para abrir sus nuevas "peñas" y empezar por adelantado la fiesta a través de esta pre-víspera. Excepcionalmente se organiza algún tipo de actuación, recital o concierto.
- 14 de agosto, La Víspera: es tradicional el partido solteros contra casados a media tarde ya sea de fútbol o de baloncesto. Por la tarde se programa alguna actuación o festejo variado y por la noche se celebra el típico pregón de fiestas siempre a cargo de invitados de interés público, con la presentación del rey y reina de las fiestas elegidos de entre la juventud, tras el pregón se deja paso a la actuación de una orquesta.
- 15 de agosto: festejos y actividades variadas durante la tarde y baile con discomovida u orquesta variando del presupuesto disponible durante ese año.
- 16 de agosto, San Roque: de mañana temprano un pasacalles despierta a la población indicando el comienzo del día grande, es habitual durante el mismo disfrutar del espectáculo que da la juventud del pueblo que sigue al pasacalles después de pasar la noche anterior (y el día) entera de fiesta donde algún año no falta los bailes de jotas o las procesiones con ídolos paganos en estructuras improvisadas. Al mediodía se celebra una misa en honor al patrón del pueblo seguida de una procesión donde se saca la talla del santo por las calles del pueblo amenizándola con la típica charanga del grupo "Los del Pisuerga". Al fin de la procesión la gente acostumbre a almorzar en los bares del pueblo degustando sus raciones variadas. Ya de noche el famoso concurso de disfraces y un baile con discomovida anuncian el fin de las fiestas.

### Leyenda del Tuerto Pirón
El Tuerto de Pirón era un bandolero nacido en el municipio segoviano de Santo Domingo de Pirón. Fernando Delgado Sanz, apodado el Tuerto de Pirón, robaba a los ricos, asaltaba iglesias y caminos, el entorno del río Pirón que desamboca en el río Cega en esta localidad fue el lugar donde tuvo más actividad.